# 夸察夸尔科斯河

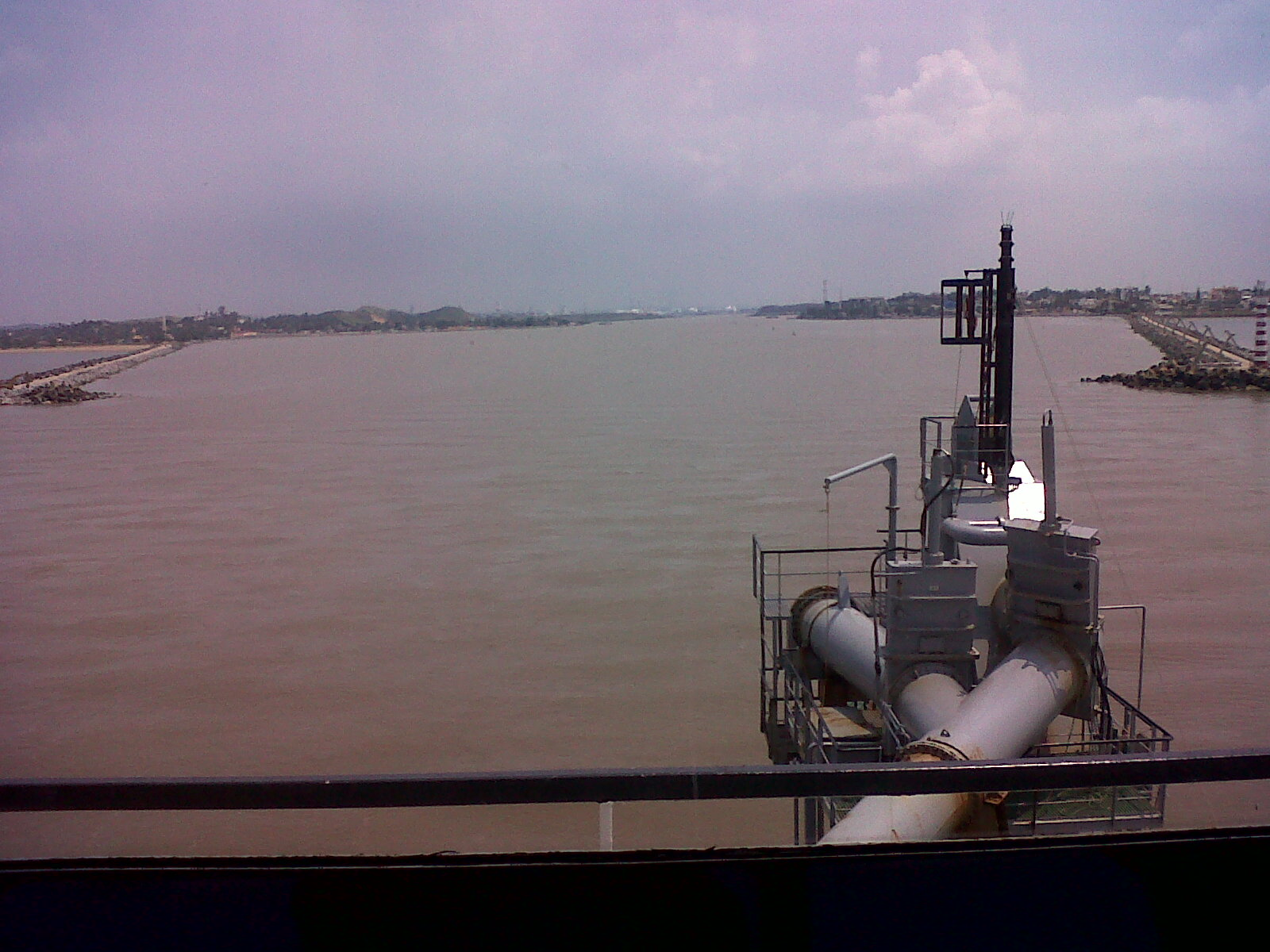

夸察夸爾科斯河是墨西哥的河流，位於瓦哈卡州和韋拉克魯斯州，河道全長325公里，流域面積17,563平方公里，流經特萬特佩克地峽，最終注入墨西哥灣。